# La crisi!
La crisi! (La crise) è un film del 1992 scritto e diretto da Coline Serreau. Ha vinto il Premio César per la migliore sceneggiatura originale o il miglior adattamento nel 1993.

## Trama
Victor, un brillante avvocato di successo, scopre, il giorno stesso in cui viene licenziato, che la moglie se n'è andata con un altro uomo. Affidati i figli alla suocera per una breve vacanza in montagna, cerca inutilmente comprensione e conforto presso gli amici, che non lo ascoltano neppure. Troverà la sua unica ancora di salvezza in Michou, un sempliciotto alla perenne ricerca di qualcuno che gli offra da bere e mangiare. Attraverso questo nuovo rapporto di amicizia capirà infatti la vera origine dei suoi problemi.

## Riconoscimenti
- 1993 - Premio César
  - Migliore sceneggiatura a Coline Serreau
  - Candidatura Miglior film a Coline Serreau
  - Candidatura Miglior attore protagonista a Vincent Lindon
  - Candidatura Miglior attore non protagonista a Patrick Timsit
  - Candidatura Miglior attrice non protagonista a Maria Pacôme
  - Candidatura Miglior attrice non protagonista a Michèle Laroque
  - Candidatura Miglior attrice non protagonista a Zabou Breitman